# الغزو الفاطمي لمصر (914-915)
حدث الغزو الفاطمي الأول لمصر بين عامي 914-915، وذلك بعد فترة وجيزة من تأسيس الدولة الفاطمية في إفريقية عام 909. أطلق الفاطميون حملة شرقًا، ضد الدولة العباسية، وبقيادة الجنرال الأمازيغي حبسه ابن يوسف. نجح حبسة في إخضاع المدن على الساحل الليبي بين إفريقيا ومصر، واستولى على الإسكندرية. وصل عندها ولي العهد الفاطمي القائم بأمر الله لتولي المعركة. تصدت القوات العباسية لمحاولات غزو العاصمة المصرية، الفسطاط، في الميدان. كان الأمر محفوفًا بالمخاطر حتى في البداية، وحكم وصول القوات العباسية من سوريا والعراق بقيادة مؤنس المظفر على الغزو بالفشل، وترك القائم وبقايا جيشه الإسكندرية وعادوا إلى إفريقيا في مايو عام 915. لم يمنع الفشل الفاطميين من إطلاق محاولة أخرى غير ناجحة للاستيلاء على مصر بعد أربع سنوات. لم يحدث أن غزا الفاطميون مصر حتى عام 969 وجعلوها مركزًا لإمبراطورتيهم.

## خلفية
وصل الفاطميون إلى السلطة في أفريقيا عام 909، عندما أطاحوا بسلالة الأغالبة الحاكمة بدعم من قبيلة كتامة الأمازيغية. كان لدى الفاطميين ادعاءات مسكونية على عكس أسلافهم، الذين كانوا مقتنعين ببقائهم سلالة إقليمية على الحدود الغربية للدولة العباسية. كانوا يعتبرون العباسيين السنة مغتصبين بصفتهم زعماء طائفة اسماعيلية شيعية ويدعون أن نسلهم من فاطمة، ابنة محمد وزوجة علي، وكانوا مصممين على الإطاحة بهم وأخذ مكانهم. وهكذا في أوائل عام 910 أعلن الحاكم الفاطمي عبيد الله نفسه إمامًا وخليفةً تحت اسم «المهدي بالله» (909-934).
تماشيًا مع هذه الرؤية، وبعد تأسيس حكمهم في أفريقيا، كان هدف الفاطميين التالي هو مصر، بوابة الشام والعراق، مقر خصومهم العباسيين. كان الطريق المباشر من إفريقيا إلى مصر يمر بليبيا الحديثة. بغض النظر عن المدن القليلة على الساحل -طرابلس في الغرب ومدن برقة في الشرق- فقد كان هذا البلد خاضعًا للقبائل الأمازيغية -من الغرب إلى الشرق قبائل نفوسة، وهوارة، ومازاتة ولواتة – والتي أسلمت في القرون الماضية، وإن لم يكن بشكل غير كامل؛ وهكذا فإن سكان نفوسة كانوا من يزالون من الخوارج، في حين أن سكان مازاتة كانوا مسلمين اسميًا فقط. كان يوجد بدو عرب حقيقيين فقط في برقة وإلى الشرق، والذين كانوا قد هاجروا إلى هناك في القرن التاسع.
دخل الفاطميون المنطقة في عام 911، عندما داهم زعماء كتامة أراضي لواتة. سرعان ما استاء رجال قبائل الهوارة حول طرابلس، التي استسلمت بعد سقوط الأغالبة، من السلوك المتغطرس لجنود كتامة الفاطميين، إضافة إلى مطالبهم الضرائبية الكبيرة. تبع أول انتفاضة وحصار للمدينة بين عامي 910-911، تمرد عام في صيف عام 912 وابتلع المدينة أيضًا. فر الحاكم الفاطمي وذُبح جميع الكتامة. قاد ولي العهد الفاطمي، القائم بأمر الله، حملة برية وبحرية مشتركة ضد هوارة. بعد استسلام طرابلس في يونيو عام 913، ترك القائم أحد جنرالات كتامة الرئيسيين، حبسة بن يوسف، هناك لإعداد توسع آخر شرقًا نحو الإمبراطورية الفاطمية.
أبدى المهدي بالله، بعد توليه السلطة في أفريقيا، آماله في قيام حركة شغب ضد مصر من جهتين، حيث تمكنت الدعاية المؤيدة للفاطميين في سنوات سابقة من السيطرة على معظم اليمن تحت قيادة ابن حوشب وعلي ابن الفضل الجيشاني. لكن في أواخر عام 911، ندد ابن الفضل بالمهدي واعتبره مخادعًا، وهاجم رفيقه السابق ابن حوشب الذي بقي مخلصًا للحاكم الفاطمي. رغم أنهما ماتا بعد فترة وجيزة، فإن صراعهما أضعف الموقف الفاطمي في اليمن، ليسمح لبني يعفر العباسيين باستعادة الكثير من الأراضي التي فقدوها، وأحبط أي آمال في هجوم متزامن على مصر من الجنوب الشرقي.

## غزو مصر
يقدم المؤرخ الإسماعيلي (وبالتالي المؤيد للفاطميين) من القرن الخامس عشر، إدريس عماد الدين، تفاصيل كثيرة عن الحملة ضد مصر، وتمت تكملتها من مصادر سنية مثل الطبري والكندي، اللذان يكتبان من وجهة النظر المعاكسة.

### غزو برقة
أطلقت الحملة ضد مصر بتاريخ 24 يناير عام 914، عندما غادر الجيش تحت قيادة حبسه ابن يوسف طرابلس. سلك الجيش الفاطمي الطريق الساحلي. تخلت الحاميات العسكرية في سرت وأجدابيا عن هاتين المدينتين بدون معارك، وبتاريخ 6 فبراير دخل حبسه إلى برقة، عاصمة برقة و«بوابة مصر». كان غزو برقة محط آمال بأن يكون مفيدًا للخزنة الفاطمية: جلبت ضريبة الأرض (خراج) 24 ألف دينار ذهبي للعباسيين سنويًا، إضافة إلى 15 ألف دينار دفعها أهل الذمة المسيحيون جزيةً، ومن الزكاة والعشر.
وفقًا لعماد الدين فإن برقة قد أُخليت بدون معارك. تدعي مصادر سنية بأن القوات الفاطمية ارتكبت فظائع ضد السكان وانتزعت الأموال من التجار المحليين. وقد أجبر تجار الحمام المحليين على شوي وأكل بضاعتهم، لأنهم شكوا بأنهم يستخدمون طيورهم للتجسس لصالح العباسيين. حث عناصر الميليشيا العربية المحلية (الجند) على الانخراط في الجيش الفاطمي، مع فرض رسوم مالية كبيرة على سكان البلدة. علاوة على ذلك، فقد أعدم اثنين من زعماء مازاتة، والذين نفذا منذ تسع سنوات كمينًا بالمهدي وسرقاه خلال رحلته إلى أفريقيا؛ قُتل أبناؤهما أيضًا في حين بيعت نساءهما كعبيد وصودرت ممتلكاتهما.
دفعت أخبار عن وصول الفاطميين السلطات العباسية في مصر إلى إرسال جيش لمحاربتهم. انتصرت قوات حبسة، المعززة بقوات جديدة من إفريقيا، في المعركة خارج المدينة بتاريخ 14 مارس.

### الاستيلاء على الإسكندرية
أرسل المهدي ابنه ووريثه القائم، بعد أن شجعه هذا النجاح، مع جيش آخر شرقًا لتولي قيادة الحملة. انطلق القائم من مقر إقامة المهدي في رقادة بتاريخ 11 يوليو، مترأسًا قوة مؤلفة من العديد من الكتامة إضافة إلى أفراد من جند إفريقيا العرب. وصل إلى طرابلس في 1 أغسطس، وكتب إلى حبسة أن ينتظر مجيئه قبل غزو مصر. قاد حبسه الطموح قواته إلى مصر، متجاهلًا هذه الأوامر؛ وبعد هزيمته للقوات العباسية في الهنية (بالقرب من العلمين الحديثة)، بتاريخ 27 أغسطس عام 914، دخل إلى الإسكندرية. شنت قبائل كتامة غارات على الجنوب بمحاذاة نهر النيل ودمرت البلاد، ووصلت إلى الجيزة، على امتداد النهر من العاصمة المصرية فسطاط. كتب حبسة إلى الحاكم المحلي، تكين الخزري، ضمانًا بعدم التعرض (أمان) مقابل استسلامه، لكن تكين رفض ذلك. وصل القائم إلى الإسكندرية بتاريخ 6 نوفمبر عام 914، حيث فرض الآذان الفاطمي في الصلاة، وحاكمًا من الكتامة، وقاضيًا اسماعيليًا.
في غضون ذلك، أثار وصول الجيش الفاطمي إلى الإسكندرية الرعب في بغداد. كانت الحكومة العباسية قد أولت القليل من الاهتمام بالشؤون الأفريقية وبادعاءات المهدي، لكن في حينها أجريت تحقيقات عاجلة حول أصله ونواياه.
طلب تكين التعزيزات بشكل مستعجل، واحتشدت المحافظات السورية (بلاد الشام). في سبتمبر من عام 914، بدأت أولى القوات السورية بالوصول إلى فسطاط. في أكتوبر، عين الخليفة العباسي المقتدر خادمه مؤنس قائدًا أعلى للجيش وأمره بالذهاب إلى مصر. لدعم الحملة وتخفيف العبء الحالي على الشعب المصري والناتج عن قوة الحملة، تم تخصيص مليوني درهم فضي من الخزنة.